# Ratusz w Sulmierzycach
Ratusz w Sulmierzycach – wolnostojący, jedyny zachowany w całości drewniany ratusz w Polsce.

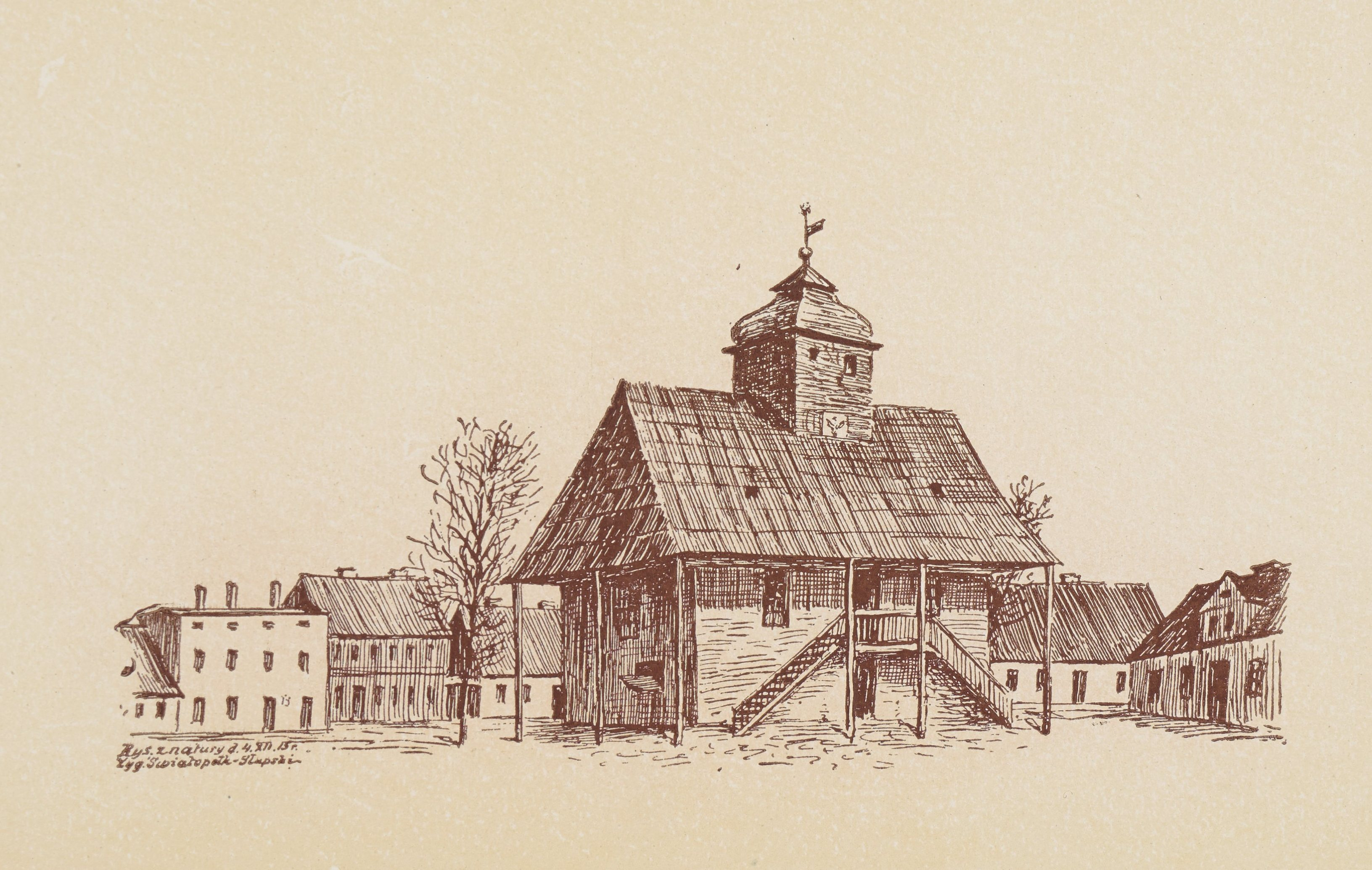
Ratusz przed 1917

## Historia
Ratusz wybudowano w 1743 roku, na miejscu starszego z 1647 roku. Data ta do dziś jest widoczna na chorągiewce wieżyczki. W latach 1956–1957 przeszedł gruntowny remont, w trakcie którego został pokryty gontem.
Budynek odrestaurowano wraz z wnętrzami w latach 1991–1994. 
5 marca 1974 roku Poczta Polska wydała znaczek przedstawiający ratusz w Sulmierzycach o nominale 4,00 zł, w ramach serii o polskim budownictwie ludowym. Autorem projektu całości był Franciszek Winiarski.

## Budynek
Niewielki budynek jest jednopiętrowy z trójspadowym podcieniem i galeryjką od strony wejścia, które znajduje się na wysokości pierwszego piętra. Drewniane, o konstrukcji zrębowej ściany ratusza zostały otynkowane. Budynek przekryty został stromym, czterospadowym dachem, krytym gontem i tworzy podcienia, podparte dębowymi wspornikami. Na środku dachu znajduje się kwadratowa wieżyczka zwieńczona blaszanym hełmem.
W ratuszu znajduje się od 1957 założone staraniem Leona Piątka Muzeum Regionalne im. Sebastiana Klonowica, który urodził się w Sulmierzycach. Zbiory obejmują regionalne przedmioty, lampy naftowe, zegary, a także chrzcielnicę. 